# The Place
Pour plus de détails, voir Fiche technique et Distribution.
The Place est un film dramatique italien réalisée par Paolo Genovese, sorti en 2017. C'est l'adaptation de la série TV américaine The Booth at the End.
Il s'agit d'un huis clos avec dix personnages dans un bar, face à leur conscience.

## Synopsis
Un homme mystérieux se tient toujours à la même table au restaurant, où entrent et sortent dix personnages, tous les jours, à toutes les heures, pour le rencontrer et lui parler. Bien que l'homme déclare qu'il ne confie à personne des tâches impossibles, chacune de ses revendications implique d'aller à l'encontre de tous les principes éthiques.
- Pour le policier Ettore, qui a besoin de trouver l'argent volé dans un cambriolage, on lui demande de battre quelqu'un jusqu'au sang.
- La religieuse Chiara, qui a perdu la foi et veut désespérément la retrouver, est invitée à devenir enceinte.
- Le mécanicien Odoacre, en échange d'une nuit de sexe avec une prostituée mineure, est invité à protéger un enfant.
- On demande à un homme de tuer cette petite fille pour sauver la vie d'un enfant gravement malade.
- La vieille Marcella, en échange de la guérison de son mari atteint d'Alzheimer, doit perpétrer un massacre dans un endroit bondé avec un appareil construit par elle.
- La jeune Martina doit effectuer un cambriolage pour une valeur exacte de 100 000 euros et 5 centimes si elle veut être plus belle.
- Si Fulvio veut retrouver la vue, il doit violer une femme.
- Azzurra doit s'assurer qu'un mari et une femme meurent si elle veut que son mari lui revienne.
- Le jeune trafiquant Alex (auteur du cambriolage dont le policier cherche les biens volés) entre dans ce monde sans le prendre au sérieux et demande à l'homme mystérieux que son père (Ettore) le laisse tranquille et arrête de le chercher.

Comme dans un jeu d'articulations, la vie de tous les participants s'entremêle, les amenant parfois à s'aider eux-mêmes, parfois à se combattre. Le but ultime de l'homme mystérieux reste cependant inconnu.

## Distribution
- Valerio Mastandrea : l'homme mystérieux
- Marco Giallini : Ettore
- Alba Rohrwacher : sœur Chiara
- Vittoria Puccini : Azzurra

## Sortie
Le film est projeté en avant-première au Festival international du film de Rome 2017 (it).

### Box office
Le film arrive en tête du box-office italien lors de son premier week-end.[réf. nécessaire]
En France, le film comptabilise 4 726 entrées pour une diffusion dans 136 salles.